# 孫健 (萬曆進士)
孫健（1548年—？），字用純，號毅所、瑶岑，雲南鶴慶府軍籍浙江紹興府餘姚縣人，明朝政治人物。

## 生平
萬曆元年（1573年）癸酉科雲南鄉試第六名舉人，二年（1574年）中式甲戌科會試第一百九十九名，三甲進士。歷官刑部主事，升工部郎中，出為山東海防兵備副使，調湖廣副使。

## 家族
曾祖孫翯，壽官；祖父孫愉，訓導；父孫守成。母彭氏。永感下。弟孫佲、孫倌、孫佶。